# Stany Delayre
Stany Delayre (* 26. Oktober 1987 in Bergerac, Frankreich) ist ein französischer Leichtgewichts-Ruderer.

## Karriere
Delayre begann mit dem Rudersport im Jahr 2002. Die Teilnahme an den Junioren-Weltmeisterschaften blieb ihm als Leichtgewicht verwehrt, da Wettbewerbe dieser Gewichtsklasse dort nicht ausgetragen wird. Im U23-Bereich nahm Delayre allerdings dreimal im Leichtgewichts-Doppelvierer in den Jahren 2006 bis 2008 an den Jahrgangs-Weltmeisterschaften teil, wobei er 2007 in Glasgow eine Silbermedaille gewinnen konnte.
Mit seiner ersten Teilnahme am Ruder-Weltcup stieg Delayre in der Saison 2009 in die offene Altersklasse auf. Im selben Jahr nahm er auch erstmals an den Weltmeisterschaften teil und belegte Platz 4 im leichten Doppelvierer. Erste internationale Medaillen sammelte er im folgenden Jahr, als er Bronze bei den Europameisterschaften in Portugal und Silber bei den Weltmeisterschaften in Neuseeland mit der französischen Mannschaft gewann. Zu den Weltmeisterschaften 2011 im vorolympischen Jahr rückte er in den leichten Einer auf und konnte Platz 5 belegen.
Bei den Regatten des Ruder-Weltcups 2012 gelang Delayre der Sprung zu Jérémie Azou in den olympischen Leichtgewichts-Doppelzweier. Das Duo wurde nach Erfolgen bei den Weltcupregatten für die Olympischen Sommerspiele 2012 in London nominiert und belegte dort mit knapp zwei Sekunden Rückstand auf den Bronzerang den vierten Platz.
Mit seinem neuen Partner Azou ging Delayre auch bei den Europameisterschaften 2013 in Sevilla an den Start, er gewann hier mit der Goldmedaille seinen ersten internationalen Titel in der offenen Altersklasse. Die WM des gleichen Jahres verpasste Delayre aufgrund einer Rückenverletzung. Bei den Europameisterschaften 2014 konnten Delayre und Azou wiederum im leichten Doppelzweier starten und ihren Titel aus dem Vorjahr verteidigen. Die Weltmeisterschaften in Amsterdam beendeten sie auf dem Silberrang mit einem Abstand von 0,11 s hinter dem siegreichen Boot aus Südafrika.
Die vorolympische Saison begannen Delayre und Azou mit dem dritten EM-Titel in Serie bei den Europameisterschaften in Posen. Bei den Weltmeisterschaften, die auf den Lac d’Aiguebelette im Heimatland Delayres ausgetragen wurden, gewann das französische Duo erstmals den WM-Titel im Leichtgewichts-Doppelzweier. Delayre verlor daraufhin jedoch seinen Platz im olympischen leichten Doppelzweier an Pierre Houin, der mit Azou Olympiasieger in Rio de Janeiro wurde. In der Saison 2017 kehrte Delayre zurück und gewann nach einer wenig erfolgreichen Teilnahme an den Europameisterschaften im leichten Einer später die Goldmedaille im Leichtgewichts-Doppelvierer bei den Weltmeisterschaften in Florida.
Delayre startet für den Verein Sport Nautique de Bergerac in seiner Heimatstadt. Bei einer Körperhöhe von 1,83 m beträgt sein Wettkampfgewicht rund 70 kg.